# Lucía Corpacci
Lucía Benigna Corpacci Saadi de Mercado (Catamarca, 4 de diciembre de 1959) es una médica y política argentina. En la provincia de Catamarca, fue elegida vicegobernadora en 2007 y senadora nacional, habiendo sido reelecta en el año 2015.   Fue gobernadora de dicha provincia entre el año 2011 y 2019 

## Biografía

### Comienzos y carrera como médica
Lucía Corpacci, hija de Sebastián Corpacci y Teresa Saadi, nació en San Fernando en 1959. Cursó sus estudios primarios y secundarios en el Colegio del Carmen y San José de la capital catamarqueña.
Tras culminar el secundario, se traslada a la ciudad de Córdoba, para estudiar medicina en la Universidad Nacional de Córdoba. En 1982 se recibe de Médico Cirujano. Realiza una pasantía en el Hospital Rawson de Córdoba durante un año. 
Posteriormente ingresa en el Hospital Francisco Javier Muñiz de la Capital Federal. Allí cursa la especialidad en enfermedades infecciosas, y egresa como Infectóloga en 1986. En el Muñiz, se desempeña como médica de terapia intensiva entre 1984 y 1988.
De retorno a Catamarca, ingresa a la primera cohorte de la Facultad de Ciencias de la Salud de la Universidad Nacional de Catamarca, donde realiza una maestría en enfermedades endémicas.
Entre 1988 y 2000, se desempeña en el Servicio de Infectología del Hospital Interzonal San Juan Bautista, donde asume la jefatura. Paralelamente cumple funciones en las áreas de Guardia y la Unidad de Terapia Intensiva del nosocomio.
En 1998, gana por concurso la titularidad de la Cátedra de Microbiología de la Facultad de Ciencias de la Salud de la Universidad Nacional de Catamarca.
Durante el año 2002 ejerce la dirección del Centro Único de Referencias (CUR) que funciona en el Hospital Interzonal San Juan Bautista. Es el único centro dedicado al tratamiento y estudio del sida en la provincia. 
Posteriormente es convocada para ejercer la dirección de la Unidad de Gestión 24, Delegación Catamarca del PAMI, tarea que cumple entre los años 2003 y 2005.
Es designada en el 2005 por la Nación como Directora del Centro de Referencia del Ministerio de Desarrollo Social en Catamarca, labor que llevó adelante hasta el año 2007.

### Primeros pasos en política
En el año 2005, fue candidata a diputada nacional en segundo término. 
En 2007, es candidata a Vicegobernadora de la provincia de Catamarca y es electa, convirtiéndose en la primera mujer de la historia que accede a tan alto cargo por decisión popular.
Es la primera mujer en presidir la Asamblea Legislativa, y también la primera en ejercer la Presidencia del Parlamento del NOA, órgano deliberativo regional que nuclea a representantes de las provincias de Catamarca, Salta, Jujuy, Tucumán, y Santiago del Estero.
En 2009 es electa Senadora Nacional por Catamarca, y asume su banca en el Congreso de la Nación.

### Gobernadora de Catamarca (2011-2019)
En 2011 se postula a la Gobernación, y gana las elecciones, transformándose en la primera mujer en la historia de la Provincia de Catamarca que llega al cargo mediante el voto popular. Con su victoria, también puso fin a veinte años de dominio continuo del Frente Cívico y Social de Catamarca sobre la gobernación de la provincia.
Desarrolla una gestión donde se destacan la recuperación de los servicios públicos, un plan inédito de construcción de viviendas, escuelas, hospitales y rutas. Establece el desarrollo de la minería como política de Estado, y crea una empresa estatal minera que es modelo en el resto del país.
Como Gobernadora, pone el acento en el plano social, e impulsa una histórica Reforma de la Constitución de la Provincia para terminar con los privilegios de la clase política.
Es Presidenta del Partido Justicialista de Catamarca y Vicepresidenta del Consejo Nacional del Partido Justicialista.
En 2015 se postula nuevamente como Gobernadora, y obtiene el triunfo por un margen mucho más amplio que el que la consagró en 2011, obteniendo la mayor cantidad de votos jamás reunida en Catamarca por ningún candidato.
Es familiar de Vicente Saadi.